# Аммерон
Аммерон  (швед. Ammerån) — річка на півночі Швеції, у лені Ємтланд, ліва притока річки Індальсельвен. Довжина річки становить 70 км (з річкою Стурон — 199 км). Площа басейну  — 3070 км². 

## Географія
Власне Аммерон бере початок від східного боку озера Гаммердальсшен (швед. Hammerdalssjön). У західну частину озера впадає річка Стурон (швед. Storån), у північно-західну — Ейон (швед. Öjån). Річка Стурон бере початок у горах на півночі Ємтланду, вона інколи розглядається як частина річки Аммерон.  Біля гирла річки лежить село Аммер (швед. Ammer).  